# Bob Weinstein
Robert Weinstein, detto Bob (New York, 18 ottobre 1954), è un produttore cinematografico statunitense.

## Biografia
Nel 1979 ha fondato con il fratello Harvey Weinstein la società di distribuzione Miramax Films. Nel 2005 assieme al fratello ha lasciato la Miramax per fondare la società di produzione The Weinstein Company. Nel 2018, a seguito dello scandalo riguardante il fratello Harvey, prese le distanze da lui, definendosi "disgustato" dal suo comportamento.

## Filmografia parziale

### Produttore
- Blue in the Face, regia di Paul Auster e Wayne Wang (1995)
- The Faculty, regia di Robert Rodriguez (1998)
- Full Frontal, regia di Steven Soderbergh (2002)
- Babbo bastardo (Bad Santa), regia di Terry Zwigoff (2003)

### Produttore esecutivo
- Una vita al massimo (True Romance), regia di Tony Scott (1993)
- Scream, regia di Wes Craven (1996)
- Robinson Crusoe, regia di Rod Hardy e George Trumbull Miller (1997)
- Il giocatore - Rounders (Rounders), regia di John Dahl (1998)
- Darkness, regia di Jaume Balagueró (2002)
- Fahrenheit 9/11, regia di Michael Moore (2004) - Documentario
- Ella Enchanted - Il magico mondo di Ella (Ella Enchanted), regia di Tommy O'Haver (2004)
- Le avventure di Sharkboy e Lavagirl in 3-D (The Adventures of Sharkboy and Lavagirl 3-D), regia di Robert Rodriguez (2005)
- Sicko, regia di Michael Moore (2006) - Documentario
- Grindhouse - Planet Terror (Planet Terror), regia di Robert Rodriguez (2007)
- Grindhouse - A prova di morte (Death Proof), regia di Quentin Tarantino (2007)
- The Mist, regia di Frank Darabont (2007)
- Halloween - The Beginning (Halloween), regia di Rob Zombie (2007)
- The Reader - A voce alta (The Reader), regia di Stephen Daldry (2008)
- Superhero - Il più dotato fra i supereroi (Superhero Movie), regia di Craig Mazin (2008)
- Killshot, regia di John Madden (2008)
- Zack and Miri Make a Porno, regia di Kevin Smith (2008)
- Capitalism: A Love Story, regia di Michael Moore (2009) - Documentario
- Halloween II, regia di Rob Zombie (2009)
- Butter, regia di Jim Field Smith (2011)
- Django Unchained, regia di Quentin Tarantino (2012)
- Il lato positivo - Silver Linings Playbook (Silver Linings Playbook), regia di David O. Russell (2012)
- Dark Skies - Oscure presenze (Dark Skies), regia di Scott Stewart (2013)
- Sin City - Una donna per cui uccidere (Sin City: A Dame to Kill For), regia di Robert Rodríguez e Frank Miller (2014)
- Big Eyes, regia di Tim Burton (2014)
- Paddington (2014), regia di Paul King
- Macbeth, regia di Justin Kurzel (2015)
- Scream - serie TV (2015)
- Sing Street, regia di John Carney (2016)
- Gold - La grande truffa (Gold), regia di Stephen Gaghan (2016)
- Six – serie TV (2017-2018)
- Amityville - Il risveglio (Amityville: The Awakening), regia di Franck Khalfoun (2017)
- Sempre amici (The Upside), regia di Neil Burger (2017)